# Alf Barratt
Alfred George Barratt (13 tháng 4 năm 1920 – 2002) là một cầu thủ bóng đá người Anh thi đấu ở vị trí hậu vệ.